# 大塚琴美
大塚 琴美（おおつか ことみ、1989年12月16日 - ）は、日本の女性声優。茨城県出身。AIR AGENCY所属。

## 略歴
東京メディアアカデミー（現：専門学校 東京声優・国際アカデミー）の声優養成科を卒業。AIR AGENCYワークショップを経て、AIR AGENCYに所属。

## 人物
趣味は飲む専門でお茶、イラスト、バンド活動。特技は歌唱、作詞。

## 出演
太字はメインキャラクター。

### テレビアニメ
2010年
- アイアンマン（村の子供）
- カッコカワイイ宣言!（まなぶ）
- 黒執事II（少年A）

2013年
- プピポー!（結城直哉、あーちゃんママ）

2014年
- カードファイト!! ヴァンガードG（2014年 - 2018年、山路カル） - 5シリーズ
- テンカイナイト（6年生グループ）

2017年
- 鬼平（子供）

2018年
- ハイスクールD×D HERO（子供）
- ハイスコアガール（女子生徒B、女子生徒）

2019年
- どろろ（子供）
- カードファイト!! ヴァンガード（山路カル）

2020年
- うちタマ?! 〜うちのタマ知りませんか?〜（男の子〈子ねこ〉）
- 炎炎ノ消防隊 弐ノ章（子供）

2021年
- BLUE REFLECTION RAY/澪（女子高生）

2023年
- クレヨンしんちゃん（子供A）
- ゾン100〜ゾンビになるまでにしたい100のこと〜（ゲーム内ゾンビ）

2024年
- 異世界スーサイド・スクワッド（獣人子供）

### Webアニメ
- クレヨンしんちゃん外伝 お・お・お・のしんのすけ（2017年、男子A）
- ざしきわらしのタタミちゃん（2020年、カラオケ店 店員A・B・C[5]）
- ポールプリンセス!!（2023年、プラネタリウム観客）
- マーメイド・マジック（2024年、ネリッサ）

### ゲーム
- 蒼穹のスカイガレオン（2013年、エキドナ）
- ロミオ&ジュリエット（2014年）
- デウスエクス マンカインド・ディバイデッド（2017年）
- BLUE PROTOCOL[6]（2023年）

### BLCD
- 新庄くんと笹原くん（2014年、幼少時の笹原）

### ボイスコミック
- ノミノ（2017年、母[7]）
- 逃げ上手の若君（2021年、北条時行[8]）
- 戦国の三日月（2021年、一心太[9]）
- アメノフル（2021年、子供[10]）
- アンラッキー不幸田先生（2022年、ケン太[11]）
- 冷血悪女による無垢な王子の利用法 （2022年、リド・エトワール[12]）

### 吹き替え
- ジュラシックブリーダーズ（2013年）
- ギークガール（ベティ〈ヒービー・ベアードサル〉)

### ボイスオーバー
- 未来世紀ジパング〜沸騰現場の経済学〜
- 爆笑学園ナセバナ〜ル!

### 舞台
- 「天才バカボンのパパなのだ」 - バカボン 役